# 高宮はるか
高宮 はるか（たかみや はるか）は、西日本鉄道（西鉄）の自社広告などに登場するイメージキャラクターである。2010年（平成22年）12月7日から2014年（平成26年）3月31日まで活動していた。

## 概要
2010年（平成22年）4月に西鉄に入社、同年7月に広報室に配属された架空の女性社員という設定で、西鉄のテレビCMやポスターに登場するほか、イベントに出演することもある。
設定内容
- 西鉄広報室に配属された入社1 年目の女性社員。
- 彼女が企業の“広報ウーマン”として日々の業務に奮闘しながら成長していく過程がみられる。
- にしてつグループの多様な事業をPR するといった“地域とともに歩み、ともに発展する”企業としての“企業発信型”の広告展開を行うために制作。

2014年（平成26年）3月31日、『広報室を卒業』した。

## プロフィール
- 福岡県出身、25歳。
- 地元の大学を卒業。
- 2010年（平成22年）4月、西日本鉄道に入社。
- 同年7月 広報室に配属。
- 血液型：O型
- 趣味：食べ歩き、料理、釣り（超初心者）
- 好きな食べ物：チョコレート
- 苦手な食べ物：貝類、ブロッコリー
- 好きな音楽：桑田佳祐、新上司の影響による。
- 苦手なもの：ホラー映画

## 主な活動
広報活動
- 西鉄のテレビCMやポスターにて自社PRを行っている。
- 各種イベントに参加出演して自社PRを行っている。

インターネットによる情報発信
- 『高宮はるかのにしてつ新発見』のホームページでは、今までの車内広告や動画を公開している。
- 『高宮はるかの西鉄広報室』のブログでは、観光地や西鉄の各種商品などを紹介している。当ブログの内容に関しては、「西鉄の広報ウーマンたちが作成している」[4]と記されている。2013年7月11日に不正アクセスによる当ブログの改竄が発覚し一時閉鎖され同年8月1日15時から再開された[5]。

## 高宮はるか役の人物について
高宮はるか役の人物に関して、西鉄では公表していないが、他のメディアではレイ・ワールドに所属するモデルの松井美里であることが示されている。

### 高宮はるか役の面接の様子
2012年1月16日付毎日新聞西部夕刊に掲載の記事に、松井美里が「高宮はるか」イメージキャラクターのオーディションに応募した時の様子が少し語られている。
- CMに使用予定の絵コンテをもとに自己PRする課題であった。
- 松井本人は「あっ!」という驚きの声を発する演技を披露する。結果、採用された、とのこと。